# BAM l'Héritage
BAM l'Héritage est un club de boxe situé aux Mureaux dans les Yvelines.

## Palmarès amateur
- Jean-Paul Mendy, 6 fois champion de France amateur
- Jean-Paul Mendy, 2 fois médaillé de bronze aux championnats d'Europe amateur
- Ali Hallab, 9 fois champion de France amateur
- Ali Hallab, champion d'Europe junior 1999
- Ali Hallab, médaillé de bronze aux championnats d'Europe 2002
- Ali Hallab, médaillé d'argent aux championnats d'Europe 2004
- Elie Konki, Champion de France 2009 Juniors des poids mouches à Troyes.
- Elie Konki, Champion de France 2010 Juniors des poids mouches à Vendôme.
- Elie Konki, Vice-champion de France 2011 des poids mouches à Saint-Quentin-en-Yvelines.
- Elie Konki, Champion de France 2012 des poids mouches à Pessac.
- Elie Konki, Champion de France 2013 des poids mouches à Hayange.
- Elie Konki, Champion de France 2014 des poids mouches à Fontenay-sous-Bois.
- Elie Konki, Vice-champion de l'Union Européenne 2014 des poids mouches à Sofia (Bulgarie).
- Elie Konki, Champion de France 2015 des poids mouches à Grande-Synthe.
- Paul Omba-Biongolo, champion de France
- Paul Omba-Biongolo, médaillé de bronze aux championnats d'Europe 2017 en −91 kg[2]
- Tony Yoka, 2 fois champion de France
- Driss Yalaoui, champion de France
- Warren Esabe, 2 fois champion de France
- Christ Esabe, champion de France junior 2017 et 2018 et senior en 2019 en −60 kg[3]
- Ali Galtier, champion de France junior 2017, 2018 et sénior en 2019 en −64 kg[4]
- Bigot Marseille, champion de France junior 2017 et 2018 en −60 kg[4]
- Ambroise Preira, champion de France 2018 en −81 kg[5]
- Khalil El Hadri, champion de France 2017 en −60 kg[6]
- Amina Zidani, championne de France 2018, 2019, 2020 et 2021 en −60 kg[7]
- Wassila Lkhadiri, championne de France 2019 en −54 kg[8]

## Palmarès professionnel
- Jean-Paul Mendy, 5x champion de France
- Ali Hallab, 2x champion de France
- Ali Hallab, champion d'Europe WBO et champion méditerranéen WBC
- Elie Konki, Champion de France 2018 des poids coqs à Clermont-Ferrand[9].
- Elie Konki, Champion de France 2019 des poids coqs. Titre défendu au cours de trois combats en 2019[9].
- Elie Konki, Champion de l'Union Européenne EBU 2019 des poids coqs à Levallois-Perret[9].
- Elie Konki, Champion intercontinental WBA 2020 des poids coqs[9]. Titre gagné face à Anuar Salas[10].
- Elie Konki, Champion intercontinental WBA 2021 des poids coqs[9]. Titre défendu face à Ricardo Blandon[11].
- Geoffrey Dos Santos, champion de France 2017 (poids plumes)[12]
- Zakaria Attou, champion de l'union européenne en 2016 et 2017 puis champion d'Europe EBU 2017 (poids super-welters)[13]
- Christ Esabe, champion d'europe EBU Silver (poids plumes)[14]